# Újpest
Újpest est une ancienne localité hongroise, rattachée à Budapest en 1950. 